# إيرل جي. غريفز سينيور
إيرل جي. غريفز سينيور (بالإنجليزية: Earl G. Graves, Sr.) هو رائد أعمال وشخصية أعمال أمريكي، ولد في 9 يناير 1935 في بروكلين في الولايات المتحدة.

## وصلات خارجية
- إيرل جي. غريفز سينيور على موقع IMDb (الإنجليزية)
- إيرل جي. غريفز سينيور على موقع إن إن دي بي (الإنجليزية)